# Hedjordfly
Hedjordfly, Xestia castanea är en fjärilsart som beskrevs av Eugen Johann Christoph Esper 1795. Hedjordfly ingår i släktet Xestia och familjen nattflyn. Enligt den svenska rödlistan är arten nära hotad, NT, i Sverige. Arten har en livskraftig (LC) population i Finland. Inga underarter finns listade i Catalogue of Life.

## Bildgalleri

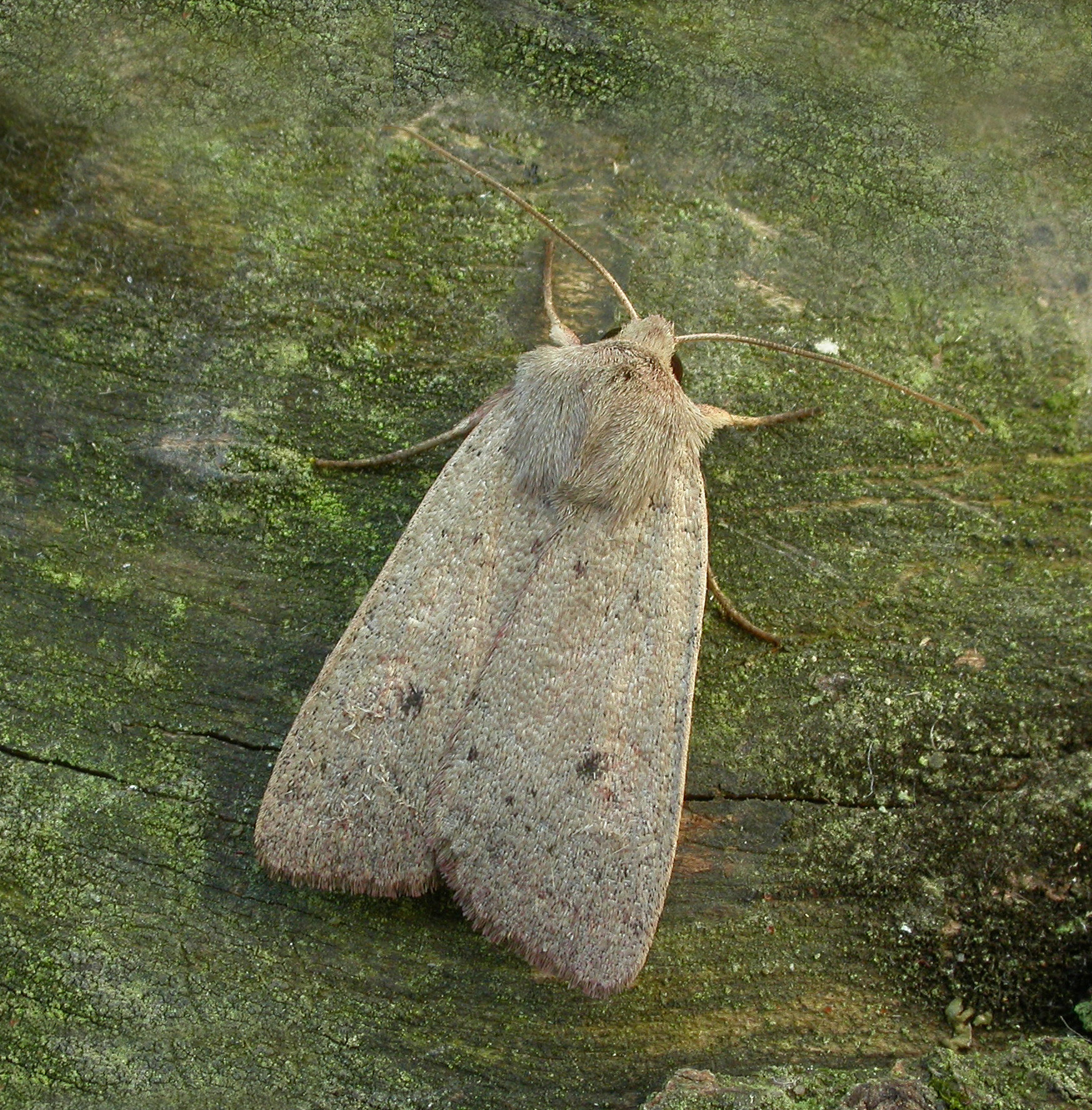
Grå imago fjäril
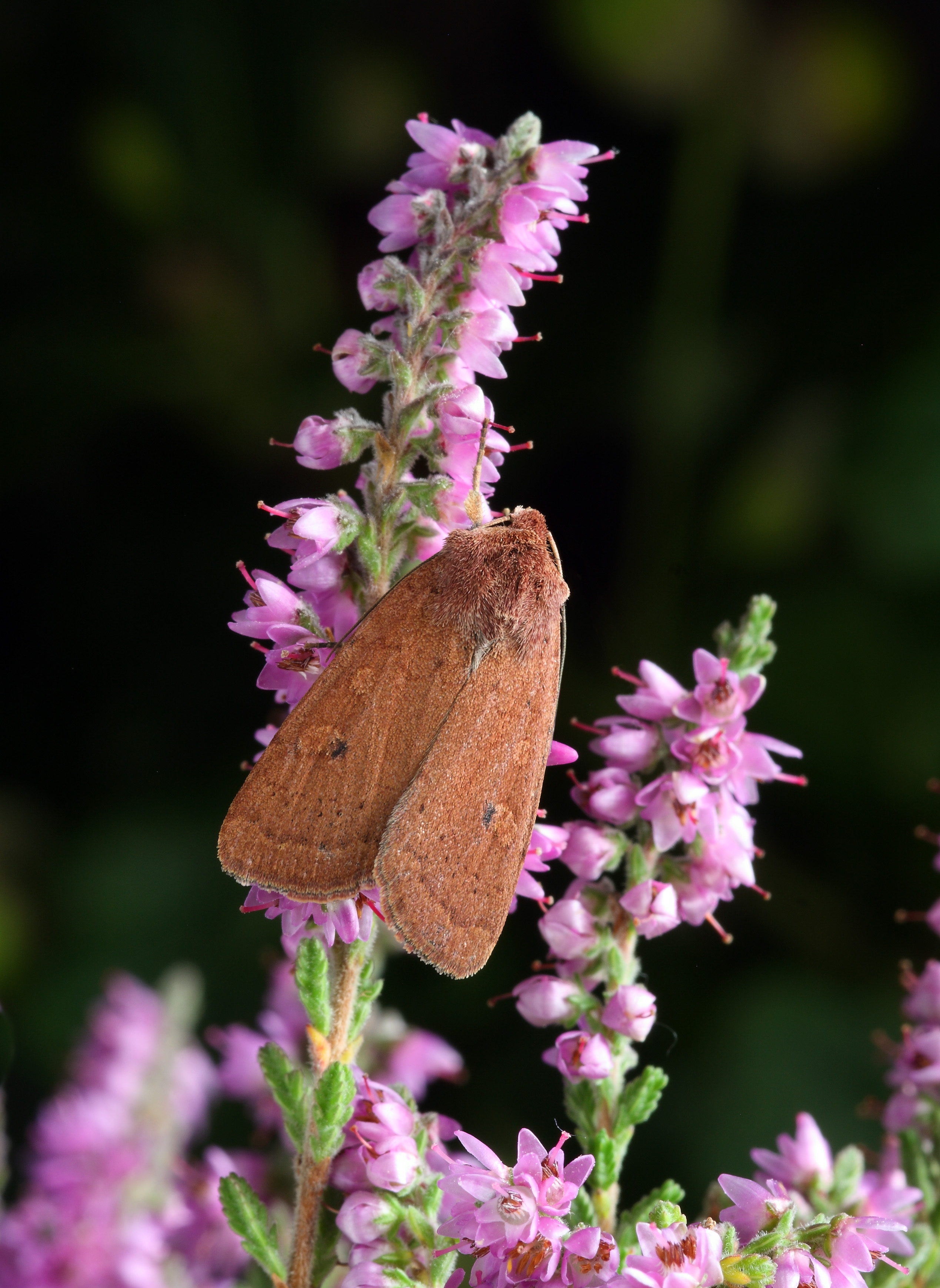
Rödbrun imago fjäril
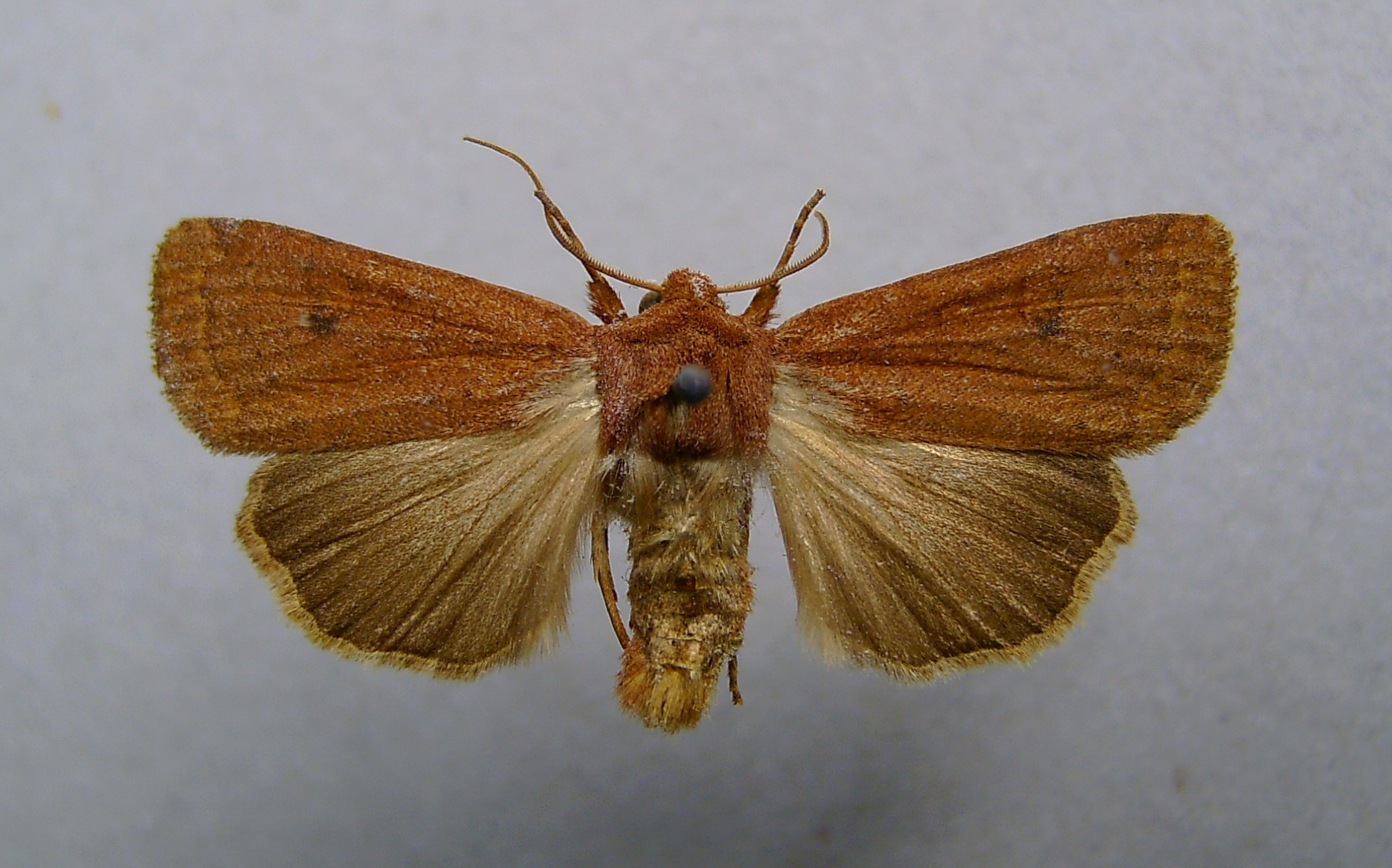
Preparerad (uppnålad) imago fjäril